# Caracol Televisión
Caracol Televisión je kolumbijská bezplatná televizní stanice vlastněná společností Grupo Valorem. Je to jedna z předních soukromých sítí v Kolumbii, vedle kanálu Canal RCN a Canal 1. Stanice distribuuje a produkuje více než 5000 programů a vysílá v 587 zemích, více než kterákoli jiná televizní společnost v Latinské Americe.